# Міфле Йосип Едуардович
Йо́сип Едуа́рдович Міфле́ (5(17) квітня 1845, Вінниця) — український лікар XIX століття, доктор медицини.

## Біографічні відомості
Син французького громадянина, римо-католицького віросповідання. Народився 5 квітня (17 квітня за новим стилем) 1845 року .
Закінчив 1863 року Кам'янець-Подільську гімназію із золотою медаллю , потім Київський університет.
Докторська дисертація «Про патологічні зміни яєчка, зумовлені розладом у ньому місцевого кровообігу» (Київ, 1880).
Був приват-доцентом Київського університету, читав курси про антисептичні способи лікування ран, про набряки. Потім займався лікарською практикою в Одесі. Наприкінці 1890 року Міфле став лікарем Одеської жіночої гімназії .
Статті в «Київських університетських відомостях»: «Про антисептичний спосіб лікування ран», «Що називається асептичною раною?» (1880).